# Mirzə Orucov
Mirzə Orucov (* um 1970) ist ein aserbaidschanischer Badmintonspieler und -funktionär. 

## Karriere
Mirzə Orucov gewann von 1997 bis 2007 bei den Titelkämpfen in Aserbaidschan insgesamt 16 nationale Titel. Nach seiner aktiven Karriere wechselte er in den Funktionärsstab seines Landes und wurde später Präsident der Badminton-Föderation Aserbaidschans.

## Sportliche Erfolge
| Saison    | Veranstaltung                      | Disziplin    | Platz | Name                               |
| --------- | ---------------------------------- | ------------ | ----- | ---------------------------------- |
| 1996/1997 | Aserbaidschan: Einzelmeisterschaft | Herreneinzel | 1     | Mirzə Orucov                       |
| 1996/1997 | Aserbaidschan: Einzelmeisterschaft | Herrendoppel | 1     | Mirzə Orucov / Ceyhun Məmmədəliyev |
| 1997/1998 | Aserbaidschan: Einzelmeisterschaft | Herrendoppel | 1     | Mirzə Orucov / Ceyhun Məmmədəliyev |
| 1997/1998 | Aserbaidschan: Einzelmeisterschaft | Herreneinzel | 1     | Mirzə Orucov                       |
| 1998/1999 | Aserbaidschan: Einzelmeisterschaft | Herrendoppel | 1     | Mirzə Orucov / Ceyhun Məmmədəliyev |
| 1998/1999 | Aserbaidschan: Einzelmeisterschaft | Herreneinzel | 1     | Mirzə Orucov                       |
| 2000/2001 | Aserbaidschan: Einzelmeisterschaft | Mixed        | 1     | Mirzə Orucov / Sevinje Akhundova   |
| 2000/2001 | Aserbaidschan: Einzelmeisterschaft | Herreneinzel | 1     | Mirzə Orucov                       |
| 2000/2001 | Aserbaidschan: Einzelmeisterschaft | Herrendoppel | 1     | Mirzə Orucov / Ceyhun Məmmədəliyev |
| 2001/2002 | Aserbaidschan: Einzelmeisterschaft | Herrendoppel | 1     | Mirzə Orucov / Ceyhun Məmmədəliyev |
| 2001/2002 | Aserbaidschan: Einzelmeisterschaft | Herreneinzel | 1     | Mirzə Orucov                       |
| 2001/2002 | Aserbaidschan: Einzelmeisterschaft | Mixed        | 1     | Mirzə Orucov / Sevinje Akhundova   |
| 2002/2003 | Aserbaidschan: Einzelmeisterschaft | Herrendoppel | 1     | Mirzə Orucov / Ceyhun Məmmədəliyev |
| 2003/2004 | Aserbaidschan: Einzelmeisterschaft | Mixed        | 1     | Mirzə Orucov / Sevinc Akhundova    |
| 2005/2006 | Aserbaidschan: Einzelmeisterschaft | Herrendoppel | 1     | Mirzə Orucov / Ceyhun Məmmədəliyev |
| 2006/2007 | Aserbaidschan: Einzelmeisterschaft | Herrendoppel | 1     | Mirzə Orucov / Ceyhun Məmmədəliyev |